# Аршан (Калмыкия)
Аршан (калм. Аршан) — посёлок в составе Элистинского городского округа Калмыкии. Также известен как Аршань. Южный пригород Элисты. Расположен в балке Аршань в 8,3 км к югу от центра города.
Население — 3900 (2021).

## Название
Название посёлка (калм. Аршан) переводится на русский язык как целебный минеральный источник; целебная минеральная вода; святая живая вода. Ойконим Аршан отражает наличие на территории посёлка родников с пресной водой.

## Физико-географическая характеристика
Посёлок расположен на юге основного участка городского округа город Элиста в пределах Ергенинской возвышенности, являющейся частью Восточно-Европейской равнины, на левом склоне балки Аршань. Средняя высота над уровнем моря — 94 м. Рельеф местности равнинный. Общий уклон местности с севера на юг. Западную часть посёлка разделяет балка Малая Аршань. В пределах посёлка имеются выхода на поверхность подземных вод.
По автомобильной дороге расстояние до центра Элисты составляет 8,3 км. Ближайший населённый пункт посёлок Нарын расположен в 2,5 км к югу от посёлка на противоположном склоне балки Аршань. Посёлок разделяет на две неравные половины региональная автодорога Элиста — Арзгир — Минеральные Воды.
Климат
Тип климата — влажный континентальный (Dfa — согласно классификации климатов Кёппена). Среднегодовая температура воздуха — 9,7 °C, количество осадков — 341 мм. Самый засушливый месяц — февраль (норма осадков — 17 мм). Самый влажный — июнь (48 мм).
| Показатель                    | Янв. | Фев. | Март | Апр. | Май  | Июнь | Июль | Авг. | Сен. | Окт. | Нояб. | Дек. | Год  |
| ----------------------------- | ---- | ---- | ---- | ---- | ---- | ---- | ---- | ---- | ---- | ---- | ----- | ---- | ---- |
| Средний суточный максимум, °C | −2,5 | −1,7 | 4,4  | 16,4 | 23,8 | 28,4 | 31,0 | 29,8 | 23,5 | 14,4 | 6,2   | 0,7  | 14,5 |
| Средняя температура, °C       | −5,4 | −5   | 0,7  | 10,7 | 17,4 | 22,1 | 24,6 | 23,3 | 17,5 | 9,6  | 3,1   | −1,8 | 9,7  |
| Средний суточный минимум, °C  | −8,3 | −8,2 | −3   | 5,0  | 11,1 | 15,8 | 18,3 | 16,9 | 11,6 | 4,8  | 0,0   | −4,2 | 5,0  |
| Норма осадков, мм             | 24   | 17   | 18   | 24   | 36   | 48   | 37   | 31   | 27   | 23   | 28    | 28   | 341  |
| Источник:                     |      |      |      |      |      |      |      |      |      |      |       |      |      |

## История
Дату основания посёлка установить не удалось. На немецкой карте 1941 года обозначен под названием Пригородная Аршань. Это же название отражено в карте 1950 года. На административной карте 1958 года обозначен как посёлок Садовый. В 1961 году указом Президиума Верховного Совета РСФСР поселок Садовый переименован в Аршань. На картах 1980-х годов посёлок обозначался как Аршань. В 1994 году посёлок передан из состава Целинного района в подчинение Элистинскому горсовету в соответствии с постановлением Парламента Республики Калмыкия «Об изменении административных границ Целинного района и города Элисты» от 6 июля 1994 года № 208-IX.

## Население
| 2002 | 2010  | 2021  |
| ---- | ----- | ----- |
| 3638 | ↗3927 | ↘3900 |

Национальный состав
Согласно результатам переписи 2002 года большинство населения посёлка составляли калмыки (71 %)

## Социальная инфраструктура
В посёлке имеется несколько магазинов, дом культуры и библиотека. Медицинское обслуживание жителей села обеспечивают врачебная амбулатория и городская поликлиника Элисты. Ближайшее отделение скорой медицинской помощи расположено в Элисте. Среднее образование жители посёлка получают в «СОШ № 15», дошкольное — в детском саду № 21 «Теегин айс».
Посёлок электрифицирован и газифицирован.

## Достопримечательности
- Родник «Прохлада», памятник природы[18], расположен на возвышенности у автодороги Элиста — Минеральные Воды к югу от посёлка.